# Piotr Goldstein
Piotr Paweł Goldstein (ur. 1949) – polski fizyk i matematyk, nauczyciel licealny i akademicki. Adiunkt na wydziale fizyki teoretycznej w Instytucie Problemów Jądrowych im. Andrzeja Sołtana, przekształconym w 2011 w Narodowe Centrum Badań Jądrowych. Specjalizuje się w nieliniowych modelach matematycznych zjawisk fizycznych. Autor prac z dziedziny fizyki i matematyki, szczególnie dotyczących równań optyki nieliniowej i fizyki plazmy oraz całkowalności równań ewolucji.

## Życiorys
Wywodzi się ze znanej rodziny o tradycjach naukowych. Jego dziadek, Paweł Goldstein (1884–1942) był chirurgiem w Szpitalu Starozakonnych w Warszawie, przeprowadził szereg pionierskich operacji onkologicznych i neurochirurgicznych, jako społecznik przewodniczył także oddziałowi Bratniej Pomocy. Ojciec Jan Goldstein również był lekarzem, profesorem chirurgii, podobnie jak matka, znana kardiolog dziecięca Lili Goldstein. Jego młodszy brat Stanisław jest profesorem matematyki. Wśród jego krewnych i powinowatych byli także Wiktor Golde, Anna Wałek-Czernecka, Stanisław Arnold, Maria Arnoldowa, Michał Landy, Anita Janowska.
W dzieciństwie uczęszczał do szkoły muzycznej, gdzie w wieku 12 lat poznał swoją przyszłą żonę Ewę, córkę prof. Konrada Jażdżewskiego, siostrę Krzysztofa, spokrewnioną także m.in. z Jadwigą Jasnorzewską i polarnikiem Jerzym Lechem Jasnorzewskim. W drugiej klasie liceum Piotr Goldstein zajął drugie miejsce w konkursie matematycznym miasta Łodzi i punktowane miejsce w konkursie fizycznym. W kolejnych dwóch latach był także laureatem olimpiady chemicznej, astronomicznej i matematycznej. Dzięki temu bez egzaminów dostał się na studia chemiczne na Wydziale Fizyki i Chemii Uniwersytetu Łódzkiego, a po roku także na kierunek fizyczny w tej samej jednostce; studia fizyczne kontynuował na Wydziale Fizyki Uniwersytetu Warszawskiego (UW). Oba kierunki skończył z wyróżnieniem. Jeszcze przed ukończeniem studiów wziął ślub z Ewą z Jażdżewskich, para doczekała się czworga dzieci.
Po ukończeniu studiów magisterskich Goldstein podjął studia doktoranckie na Wydziale Fizyki UW, które zakończył trzystustronnicową pracą. Następnie podjął pracę w Instytucie Problemów Jądrowych im. Andrzeja Sołtana. W latach 1987–1988 przebywał na stypendium na Uniwersytecie Alberty, w latach 1989, 1990, 2002, 2004, 2009, 2011 i 2017 współpracował także z Uniwersytetem Montrealskim, a w 2005 wykładał gościnnie w Uniwersytecie w Vinh w Wietnamie. Wykładał także statystykę w warszawskim Collegium Civitas. Poza działalnością akademicką, od 1995 uczył także w I Społecznym Liceum Ogólnokształcącym.
Autor i współautor wielu prac, m.in. dotyczących równań optyki nieliniowej i fizyki plazmy oraz całkowalności równań ewolucji, a także monografii A Concise Course in Nonlinear Partial Differential Equations (2008, wspólnie z Cao Long Vanem). Członek komitetu redakcyjnego miesięcznika „Delta” (1998-2011), a także współorganizator i wieloletni autor zadań w Polsko-Ukraińskim Konkursie Fizycznym „Lwiątko”.